# 刚果危机
刚果危机（法語：Crise congolaise）指1960年到1965年间刚果（利）（现刚果民主共和国）的政治危机和冲突。危机在刚果脱离比利时独立后便开始，以整个国家由蒙博托·塞塞·塞科统治为非正式的结束。刚果危机构成一系列内战，又因苏联和美国支持对立的派系，成了冷战中的代理人战争。危机期间据信有10万人丧生。
1960年6月30日，比属刚果爆发民族主义运動，要求结束殖民统治，引领国家独立。虽然已经做了些许准备，但诸如联邦主义和民族等问题仍未解决。7月首周，军队叛变，黑人和白人平民之间爆发暴力事件。比利时派遣部队保护逃跑的白人，该国加丹加和南开赛地区脱离比利时後支持分裂。在动乱和暴力持续的情形下，联合国部署维和部队，但联合国秘书长达格·哈马舍尔德拒绝动用军队帮助利奥波德维尔中央政府抗击分裂份子。作为响应，最大民族主义派系的魅力领袖帕特里斯·卢蒙巴寻求苏联协助，苏联则迅速派出军事顾问及其他支持。
苏联的参与分裂了刚果政府，引起卢蒙巴与总统约瑟夫·卡萨武布僵持。军队司令蒙博托发动政变驱逐苏联顾问，在他的控制下成立了一个有效的新政府，打破了僵局。卢蒙巴于1961年被囚禁，随后遭处决。对立政府刚果自由共和国由安托万·基赞加领导的卢蒙巴支持者在东部城市基桑加尼成立。新政权获得苏联支持，但于1962年初瓦解。与此同时，哈马舍尔德在1961年末的空难中丧生后，联合国对叛乱分子采取更加积极的措施。利奥波德维尔得到联合国军队支持，到1963年初打败了加丹加和南开赛的分裂运动。
随着加丹加和南开赛收归政府管辖，和解妥协的宪法生效，流亡的加丹加领导人莫伊兹·冲伯被召回筹建临时政府。然而就在政府筹备工作前，自称辛巴的毛派激进分子在该国东部崛起。辛巴控制了大量的领土，在斯坦利维尔宣布成立共产主义的“刚果共和国”。政府军逐渐重新占领领土外，比利时和美国于1964年11月發動红龙行动進入斯坦利维尔，救走辛巴俘虏的人质，不久后击败瓦解辛巴。1965年3月大选后，蒙博托和卡萨武布再陷政治僵局。蒙博托于1965年11月第二次发动政变，私自控制国家。在蒙博托的统治下，刚果（1971年改名薩伊）转变成独裁统治国家，直至1997年蒙博托被推翻。

## 背景

### 比利时的统治

地图所标为比属刚果，现刚果民主共和国。

刚果的殖民统治始于19世纪末。比利时自1830年從荷蘭獨立以來，王國缺乏国际权力和声望，比利时国王利奥波德二世深感沮丧，试图说服政府支持围绕当时未开发的刚果盆地殖民地扩张。该想法让政府甚为矛盾，致使利奥波德最终自行创建殖民地。许多支持的西方国家认为利奥波德是殖民地之间权利对抗的有效缓冲，故利奥波德的私属殖民地刚果自由邦在1885年获得国际认可。然而，到了世纪之交，自由邦官员暴力对抗刚果土著和无情的经济剥削制度导致比利时的外交压力倍增，各国要求比利时出面控制该国，于是在1908年，比属刚果成立。
比利时在刚果的统治围绕国家、传教士和私人公司“殖民三位一体”（trinité coloniale）为基础。比利时的商业利益特权意味着资本有时回流到刚果，私属地区变得专门化。很多情况下，政府和私营企业的利益紧密联系在一起，国家帮助公司发动破坏性罢工，对付土著人民的其他手段，改善自身利益。国家行政区划按照“本土政策”（politique indigène）嵌套、层层分级地划分，统一管辖，这又有别于逐渐青睐于传统领袖在殖民地监督下保持权威立场的间接管治制度。种族隔离水平也很高，许多第二次世界大战后搬到刚果的白人移民出自社会各界，但待遇总是优于黑人。
1940、50年代期间，刚果经历前所未有的城市化水平，殖民地政府启动各类开发计划，旨在使领土成为“模范殖民地”。这些举措导致新兴的欧洲化非裔中产阶级“进步者”兴起。到1950年代，刚果雇佣劳动力是其他非洲殖民地的两倍之多。刚果自然资源丰富，其中在二战期间被美国用于原子弹计划的大多数铀是刚果产的，导致苏联和美国在冷战升温时期对该地区产生浓厚兴趣。

### 政治和激进化
非洲民族主义运动于1950年代在比属刚果发展，主要在“进步者”中开展。运动分割了一些在民族和地理上相互有分歧的政党和团体。刚果民族运动是最大的統一戰線组织，致力于在“合理时间”内实现独立，由帕特里斯·卢蒙巴、西里尔·阿杜拉和约瑟夫·伊莱奥签署宪章创立，但其他人指责该党派过于温和。卢蒙巴成为党内的领袖，到1959年末，该党据称有58000名成员。

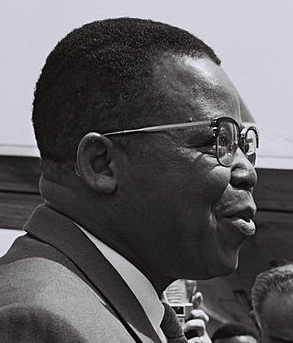
阿巴科联盟领导人约瑟夫·卡萨武布，后来他成为刚果独立后的首任总统。

刚果民族运动的最大敌人是约瑟夫·卡萨武布领导的阿巴科联盟，该党倡导比民族运动更激进的意识形态，呼吁立刻独立并推广区域特征。阿巴科联盟的立场比民族运动更加民族主义，它认为独立的刚果应该由身为刚果王国殖民国王继承者的阿巴科人领导。莫伊兹·冲伯领导的地方党加丹加部族联盟是第三大组织，主张联邦制，主要代表着南部的加丹加省。与它们一道的还有一些由民主主义运动衍变而成的较小政党，包括非洲统一党和诸如巴亚赞联盟等代表少数族裔利益的派别。
尽管是非洲最大的民族主义政党，民族运动又有着许多不同的派系，在许多问题上的立场不尽相同。温和的中产阶级和更加激进的群众成员逐渐两极分化。由伊莱奥和阿尔贝·卡隆吉率领的激进阵线于1959年7月分裂，但未能引领其他成员大规模叛变。异见派别被称为刚果民族运动-卡隆吉集团（MNC-Kalonji），而最大的组织是卢蒙巴集团（MNC-Lumumba）。此次分裂将党的支援基地划分为两个，支持卢蒙巴的人士主要在东北部的斯坦利维尔地区，支持卡隆吉的在南部城市伊丽莎白维尔和卢巴族中最受欢迎。
1959年1月4日，刚果首都利奥波德维尔爆发大规模骚乱，政治示威后来演变成暴动。殖民地宪兵部队公安军暴力镇压示威者，至少49人遇害，伤亡总人数高达500人。民族主义政党影响力率先在主要城市外围扩大，民族主义示威和骚乱次年经常发生，带领大量非中产阶级黑人独立。许多黑人开始拒绝缴纳税款或遵守少数族裔殖民条例，挑战殖民地制度的底线。阿巴科联盟大多数党员被逮捕，民族运动处在非常有利的位置。
这些发展引起白人社群逐步变得激进。部分白人计划，如果黑人多数族裔掌权，便发动政变。由于法律和秩序瓦解，白人平民纷纷组建被称为“欧洲志愿军团”（Corps de Voluntaires Européens）的民兵团体，这些民兵经常攻击黑人。

### 独立

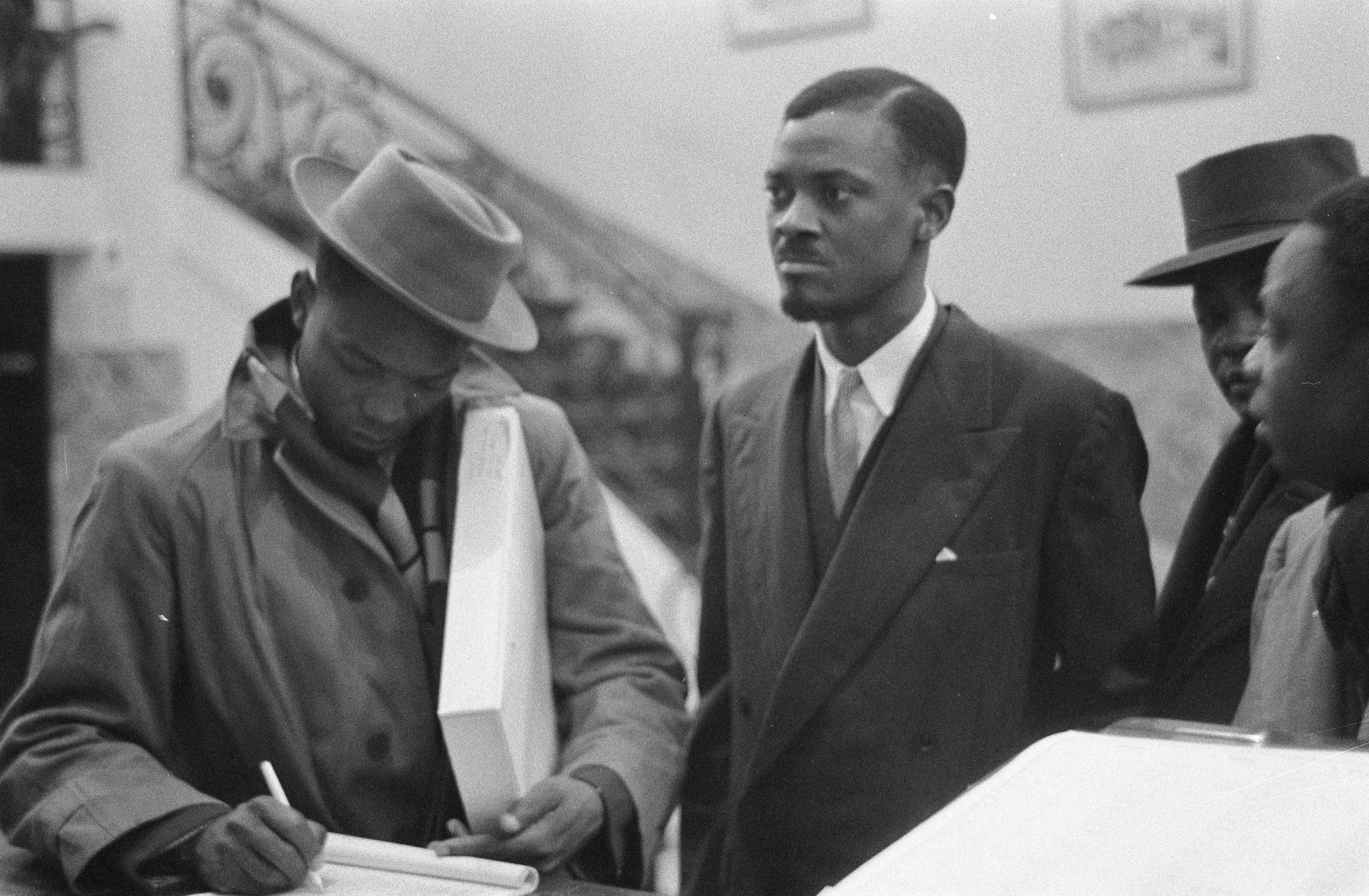
刚果民族运动卢蒙巴集团领导人和第一任总理帕特里斯·卢蒙巴，摄于1960年布鲁塞尔的比利时与刚果的圆桌会议。

莱波尔维尔骚乱影响下，比利时议会刚果未来工作组发布报告，强调“内部组织”的要求。殖民部长奥古斯特·德·施莱弗于1960年1月在布鲁塞尔举办高规格的圆桌会议，刚果各方的领导人列席会议。其中，在斯坦利维尔骚乱事件后被捕的卢蒙巴后来获释，率领民族运动卢蒙巴集团参与会议。比利时政府希望独立前至少有30年时间，但刚果人在会议上施加压力，将1960年6月30日定为独立日期。刚果代表们未能达成协议，联邦制、种族及比利时未来在刚果事務中的角色等问题仍悬而未决。
比利时开始针对卢蒙巴发动大选，希望边缘化卢蒙巴。比方指责卢蒙巴是共产主义者，希望分裂民族主义运动，支持诸如加丹加部族联盟的敌对种族主义政党。许多比利时人希望独立的刚果像法兰西共同体和英联邦那样成为联邦成员，和比利时继续保持紧密的经济和政治联系。随着独立的日益临近，比利时政府于1960年5月组织大选，导致民族运动成为多数党。
1960年6月30日，按照计划，刚果共和国宣布结束殖民统治并独立。在利奥波德维尔民族宫举行的仪式上，博杜安发表演讲，提出刚果殖民结束是由利奥波德二世开始的比利时“文明使命”的高潮。国王演讲后，卢蒙巴突然发表演讲愤怒批评殖民主义，将独立称为民族主义运动的最高成就。卢蒙巴的演说虽然受到马尔科姆·X等人的赞赏，但几乎演变成和比利时的外交事件，就连刚果的一些政治家都认为这是不必要的挑衅。然而，刚果举国都在庆祝独立。
政治上，新国家设立半总统宪法（Loi Fondamentale），二元体系下总统和总理共享执政权利。卡萨武布被宣布为总统，卢蒙巴担任总理。尽管加丹加部族联盟等党派持反对意见，但宪法很大程度上属集权制，权利集中于利奥波德维尔中央政府，重大权力并未下放到省级。

## 危机开端

### 宪兵叛变、种族暴力与比利时干预
尽管宣布独立，比利时政府和刚果政府都不打算立刻结束殖民地的社会秩序。比利时政府希望白人可以无限期保持自身的地位。刚果共和国仍然依赖宪兵等殖民地机构日常运作，比利时部署的白人技术专家由于没有合资格的刚果黑人替代，仍然很缺乏（部分是殖民地限制高等教育的结果）。许多刚果人推测独立会产生实际和即时的社会变化，所以把白人留在重要的位置上非常让人沮丧。
宪兵的比利时人司令埃米尔·让森斯中尉拒绝将刚果独立视作司令性质转变的标志。独立庆祝活动第二天，他召集了利奥波德维尔驻军部队的黑人士官，告诉他们在他指挥下事情保持不变，并在黑板上写下“独立前=独立后”的总结要点。这个在各大官衔和部队中引起极大的不满，许多人期望快速升官、薪酬增加能伴随独立出现。1960年7月5日，蒂斯维尔附近的哈迪营（Camp Hardy）有多个部位兵变反对他们的白人军官。叛乱在第二天传到了利奥波德维尔，后来还扩散到全国各地的驻军。
卢蒙巴没按让森斯所想部署比利时军队镇压叛军，反而将让森斯革职，将宪兵更名为刚果国民军。所有黑人士兵至少晋升一级。维克托·伦杜拉直接从军士长晋升为少将，取代让森斯。同时，卢蒙巴的得力助手、前军士长约瑟夫·德西雷·蒙博托成了伦杜拉的副参谋长。政府试图阻止叛乱，卢蒙巴和卡萨武布便亲自干预利奥波德维尔和蒂斯维尔，说服叛军放下武器。但在该国大部分地区，叛乱升级，白人和平民遭受攻击，白人遭到劫掠，白人妇女遭强奸。比利时政府严重关切这一情况，尤其是白人平民成为难民逃进邻国时。
卢蒙巴的立场在许多比利时人看来，似乎验证了他们之前对激进主义的隐忧。7月9日，比利时未经刚果批准在卡巴洛及其他地方部署伞兵，保护白人平民撤离。比利时的干预拆分了卢蒙巴和卡萨武布，卡萨武布一方接受比利时的行动，但卢蒙巴谴责并呼吁“所有刚果人捍卫我们的共和国，抗击威胁国家的人们”。在卢蒙巴的要求下，港口城市马塔迪的白人平民被比利时海军撤走。比利时的舰船随后轰炸了这座城市，至少有19名平民遇害。这一行动促使全国各地再度爆发针对白人的袭击，比利时部队则直入利奥波德维尔等城镇，与刚果国民军发生冲突。

### 加丹加和南开赛分裂

于1960年宣布成立的加丹加国加丹加国旗。

1960年7月11日，加丹加部族联盟领袖莫伊斯·冲伯宣布刚果南部加丹加省独立为加丹加国，伊丽莎白维尔为首都，并自立为总统。传统意义上，矿产资源丰富的加丹加地区与邻国北罗德西亚（当时是中非联邦的一部分）因铜带区结下更加紧密的经济关系，而且因其经济重要性，该国其他地区均由比利时分开管辖。部族联盟还认为，加丹加人在种族上有别于其他刚果人。分裂部分程度上由希望该省采矿作业产生的财富保留更多地保留，避免与刚果其他地区共享的加丹加分离主义者推动。另一个主要原因是，部族联盟坚持中部和东北部法律分离。冲伯宣布加丹加分裂时，表示“我们正在脱离混乱”。

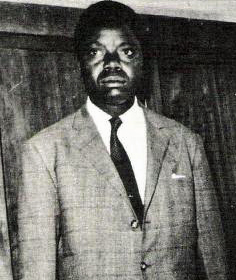
加丹加国总统莫伊斯·冲伯。

加丹加主要的矿业公司上加丹加矿业集团在比利时统治后期开始支持部族联盟，他们担心民族运动可能会在独立后将公司资产收归国有。上加丹加矿业集团由和比利时政府关系密切的布鲁塞尔知名控股公司比利时兴业集团所有。在矿业集团的鼓励下，比利时政府向加丹加派出军事支持，命令该地区所有公务员继续留任。冲伯还招募主要来自南非和罗德西亚的白人雇佣兵，补充和指挥加丹加部队。加丹加虽然得到比利时人的支持，但从未得到任何国家正式的外交承认。加丹加的分裂切中了主要倡导国家统一的利奥波德维尔中央政府“要害”。
加丹加分离不到一个月，8月8日，位于加丹加偏北部开赛地区也宣布从中央政府自治，基于姆布吉马伊设立南开赛矿业共和国。南开赛比加丹加要小，但也是矿产地。该国受卢巴族广泛支持，其总统阿尔贝·卡隆吉声称刚果其他地区的卢巴人迫害事件很大程度上激发了分裂。南开赛政府得到了比利时另一家矿业公司刚果国际森林矿业公司的支持，新国家为换取资金支持，对公司作出让步。

### 外国回应和联合国干预
联合国内出现不满意比利时支持分离国家，呼吁将比利时军队从该国撤離的声音。联合国秘书长达格·哈马舍尔德认为，这场危机给组织提供了表现主要维和部队潜力的机会，鼓励在联合国的指挥下派出多国联合维和部队。7月14日，联合国安全理事会通过第143号决议，要求比利时从刚果撤離，换上联合国指挥的军队。

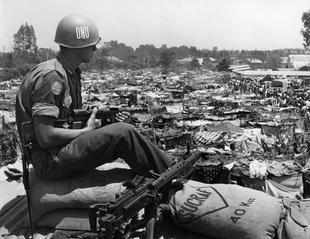
身在刚果的瑞典维和士兵。联合国在刚果行动期间部署了多国军队。

联合国刚果行动的抵达最初受到相信联合国能帮助镇压分裂国家的卢蒙巴和中央政府的欢迎。然而，联合国刚果行动的首要任务只涉及维和行动。哈马舍尔德把分裂看成内政事务，拒绝动用联合国部队协助刚果中央政府抵抗分裂份子，他认为这样做会造成公正丧失，侵犯刚果主权。卢蒙巴还寻求德怀特·艾森豪威尔的美国政府支持，但遭到拒绝。沮丧中，他寻求苏联的帮助，苏联同意提供武器、物流和物资支持。很快，约1000名苏联军事顾问抵达刚果。卢蒙巴的行动使得他和政府其他官员疏远，特别是担心苏联干预影响的卡萨武布。美国人也担心和苏联结盟的刚果会给共产主义在中非大规模扩展形成基础。
在苏联的支援下，2000名国民军士兵发动重大攻势抵抗南开赛。这次袭击非常成功，但在进攻过程中，国民运动牵涉了卢卢阿族之间的斗争。结果国民军大量屠戮平民，约有3000人遇害。暴力事件的发展造成数千名卢巴平民逃离家园，躲避战斗。
苏联的参与让美国震惊。艾森豪威尔的美国政府同意比利时的批评，一直认为卢蒙巴是共产主义者，刚果可能成为苏联战略地位上的从属国。1960年8月，当地美国中央情报局特工上报称“刚果正经历着传统的共产主义者接管”，并警告称刚果可能会和古巴走相同的道路。

## 政治解体

### 中央政府分裂与蒙博托首度政变

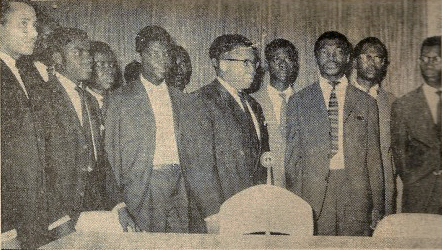
卡萨武布与蒙博托于1960年9月安放的监核视委会委员合影。

卢蒙巴寻求苏联支持分裂政府，致使西方国家施加压力，要求移除他的权力。此外，冲伯和卡隆吉认为卡萨武布是温和联邦主义者，呼吁他撤销卢蒙巴的集中制，解决国家分裂的问题。与此同时，蒙博托有效管控军队，将外国援助和升迁转交给特定的部队和军官，确保军队忠心不二
。
1960年9月5日，卡萨武布在国家电台宣布单方面撤回卢蒙巴利用南开赛的大屠杀为借口博取美国的支持。美国驻刚果联合国代表安德鲁·科迪尔利用他的地位阻断卢蒙巴派的通讯，阻止与其合作的国民运动卢蒙巴集团应对这一消息。然而，两大国民议会都支持卢蒙巴，并谴责卡萨武布。卢蒙巴想把卡萨武布赶下台，却没能得到支持，引发宪法危机。约瑟夫·德西雷·蒙博托为了从表面上解决僵局，发动不流血政变，将卡萨武布和卢蒙巴换成由朱斯坦·邦博科率领的由大学毕业生小组构成的监核视委会（Collège des Commissaires-généraux）。苏联军事顾问团受命离开。政变目的据称是迫使政客可以继续掌权前冷静下来。然而实际上，蒙博托和卡萨武布联合对抗软禁在由联合国加纳部队和国民军士兵守在外围的家中的卢蒙巴。1961年2月，蒙博托再度任命卡萨武布为总统。自政变以来，蒙博托便能在幕后给刚果的政治施加相当大的权力。
卡萨武布复出后，曾尝试让刚果各大派系和解。冲伯启动了结束分裂的谈判，组建了邦联制的刚果。妥协协议虽然达成，但卡萨武布和冲伯的私人恩怨中断了进行中的谈判，因而不能生效。1961年7月的和解尝试导致西里尔·阿杜拉组建新政府将卢蒙巴主义者和南开赛派的代表聚集在一起，但也没能和加丹加达成和解。
1960年10月，国民运动卢蒙巴派在安东尼·吉赞加的领导下逃到斯坦利维尔，在当地组建叛军政府，抵抗利奥波德维尔的中央政府。吉赞加政府被苏联和中国等国家认定为刚果官方政府，和中央政府的7000名士兵比起来，可能需要约5500名。面对联合国的压力，吉赞加政府于1962年1月在吉赞加被捕后瓦解。

### 卢蒙巴身亡

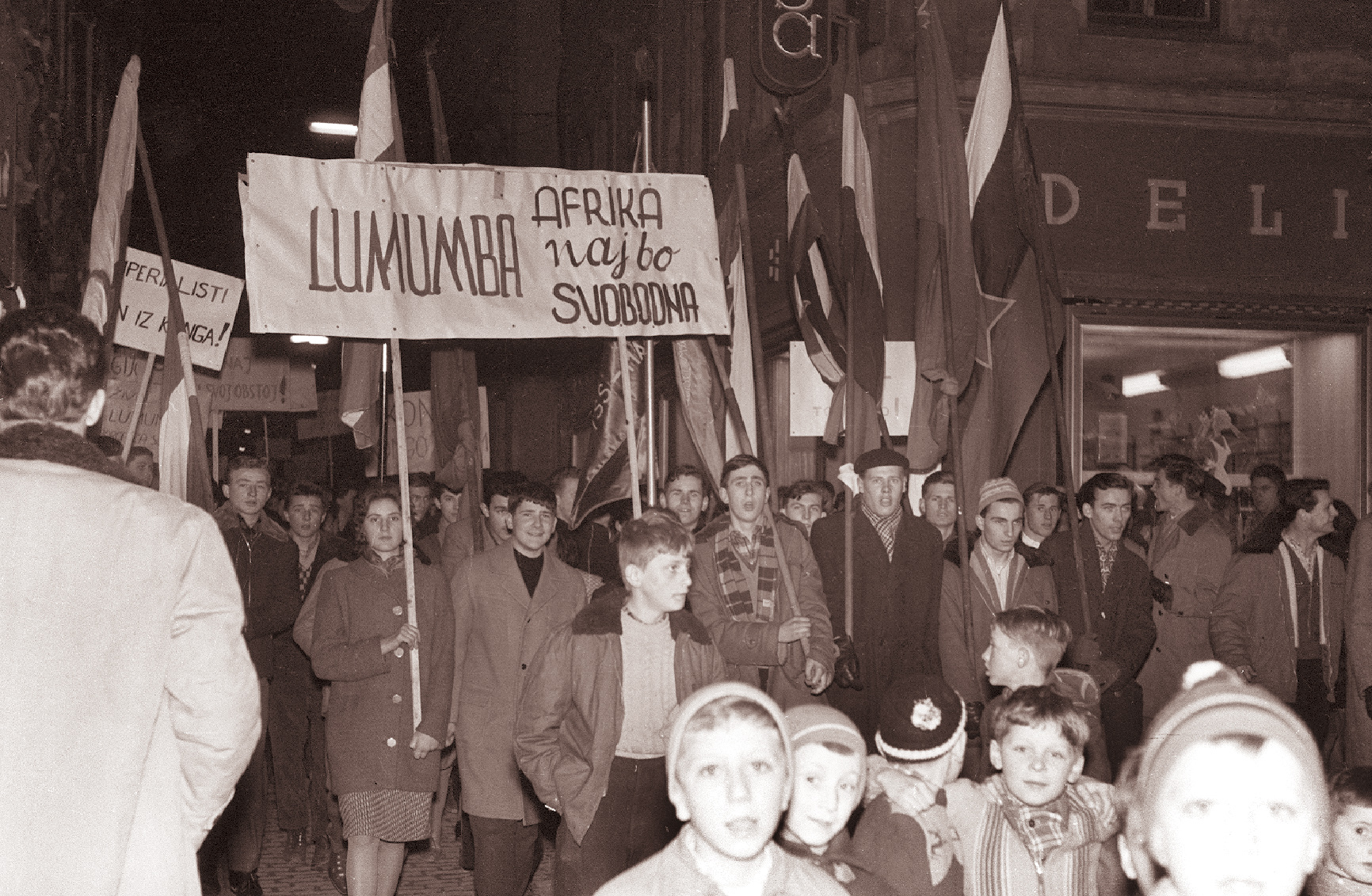
南斯拉夫马里博尔的亲卢蒙巴示威，摄于1961年2月。

卢蒙巴逃离软禁，往东逃亡斯坦利维尔，相信在当地能获得示威支持。在忠于蒙博托的军队追捕下，1960年12月1日，他在法兰克港被捕，双手反绑着送回联合国。尽管联合国呼吁卡萨武布走正当法律程序，但苏联谴责联合国应为逮捕负责，要求释放。1960年12月7日召开的联合国安理会会议审议了苏联的要求，认为联合国应寻求卢蒙巴立即释放，回复其刚果政府首脑职位，解除蒙巴托军队武装。亲卢蒙巴决议于1960年12月14日以8-2的投票否决。仍在囚禁中的卢蒙巴遭到虐待，被转送到蒂斯维尔，后交给加丹加忠于冲伯的军队。1961年1月17日，卢蒙巴在伊丽莎白维尔附近遭到加丹加军队处决。
2月13日发布的处决消息激起国际愤慨。贝尔格莱德的比利时驻南斯拉夫大使馆遭到示威者袭击，伦敦和纽约也爆发暴力示威。

### 联合国行动升级与收复加丹加
自1960年7月最初的决议以来，联合国不断发布决议，逐步强硬地要求比利时全面从加丹加撤出雇佣兵部队。到1961年，联合国刚果行动人数达2万余人。尽管有要求让他们不能站两边，但行动团有逮捕所碰到的任何外国雇佣军的任务。1961年9月，莫索行动期间，他们试图和平拘禁加丹加雇佣兵出错，演变成枪战联合国刚果行动的公平宣言在9月中旬受损，当时为期六天的雅多维尔围攻结束后，爱尔兰联合国军队被人数占优的加丹加军队捕获。加丹加继续拿爱尔兰人当战俘，这种发展让联合国特派团及其支持者深感尴尬。
1961年9月18日，哈马舍尔德跨北罗德西亚边境飞往恩多拉，试图充当联合国和加丹加部队停火的中间人。他的航班在恩多拉机场着陆前坠毁，机上无人生还。和哈马舍尔德想在刚果谋求温和政策的企图形成鲜明对比的是，他的继任者吴丹支持采取更激进的政策，直接参与冲突。遵照协议，加丹加于10月中旬释放了被俘的爱尔兰士兵，联合国刚果行动也同意撤回军队，这对冲伯而言，是宣传阴谋。1961年11月，重申美国对联合国特派团的支持和十名意大利的联合国飞行员在昂潘港遭谋杀的事件，国际上对解决局面的要求加强。1961年12月，国民军最终镇压南开赛，卡隆吉被捕，南开赛分裂结束。

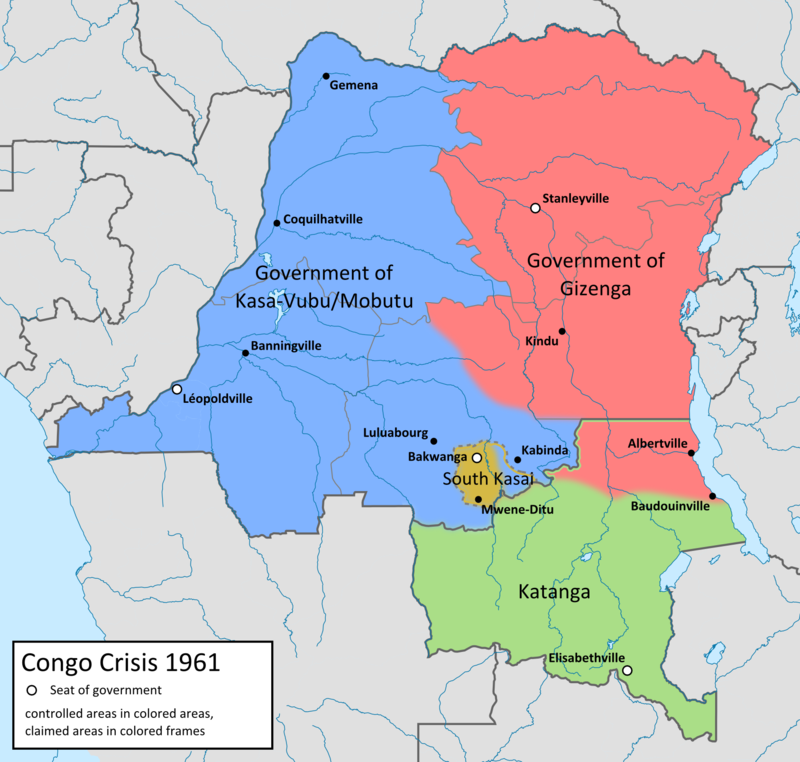
1961年刚果各派系势力图。蓝色为卡萨武布/蒙博托政府、红色为吉赞加政府、绿色为加丹加国、黄色南开赛国。

1961年11月发表的第169号决议呼吁安理会应对不断恶化的人权状况，防止内战全面爆发。该决议“彻底拒绝”加丹加关于建国并授权联合国行动部队动用一切必要武力“协助中央政府恢复和维持治安”的要求。对此，加丹加人继续挑衅，迫使联合国刚果行动发动诺卡特行动摧毁加丹加的路障，紧抓伊丽莎白维尔周边地区的战略地位。面对国际压力，1962年12月，冲伯签署《基托纳宣言》，原则上同意接受中央政府及国家宪法的权力，放弃任何加丹加独立的主张。然而，宣言发表后，冲伯和阿杜拉的谈判陷入僵局，同时加丹加军继续骚扰联合国部队。各方支持越来越弱，加上比利时不愿意支援的心态愈发强烈，表明加丹加无法长期生存。1962年12月11日，比利时外交部长保罗-亨利·斯巴克宣布，如果联合国或刚果中央政府试图武力结束加丹加的分裂，比利时政府将表示支持。
1962年12月24日，联合国部队和加丹加宪兵在伊丽莎白维尔发生冲突，爆发战斗。尝试停火未果，联合国部队发动大满贯行动占领伊丽莎白维尔，促使冲伯出逃。不久后停火达成。印度联合国军队后来超越命令，还占领了加多托维尔，防止加丹加的保皇派复辟。联合国逐渐地收复加丹加剩下的地方，1963年1月21日，冲伯在他最后的堡垒科卢韦齐投降，加丹加分裂彻底结束。

### 政治和解未遂

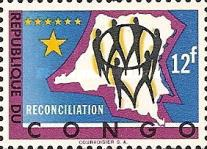
纪念加丹加分裂结束后刚果各大政治派别“和解”的邮票，发行于1963年。

加丹加分裂结束后，不同政治派别间的和解开始。适逢持不同政见的卢蒙巴派等人在邻国刚果（布拉柴维尔）组建流亡政治组织“全国解放委员会”（Conseil National de Libération）。谈判最终导致修订过的全新宪法创建，宪法名字根据起草地点命名为卢卢阿堡宪法。新宪法增加了总统权力，结束总统和总理联合协商的体制名，为安抚联邦派在增加自治权的同时将省份从6个增加到21个。宪法还将国名刚果共和国改为刚果民主共和国。宪法于1964年6月全民公投通过，议会解散等待新选举。卡萨武布任命流亡的加丹加领袖冲伯为临时总理。冲伯虽然有个人能力，也因反共产主义立场被西方国家支持，却因在加丹加分裂中扮演的角色被摩洛哥国王哈桑二世骂作“帝国主义的傀儡”。
冲伯的临时政府原定于3月30日举行新的选举，但当天刚果中部和东部地区爆发叛乱。

## 奎卢和辛巴叛乱
政治危机时期普遍对中央政府的感到沮丧，独立呼声涌现。资本家要求以窃盗统治或政治内战“第二次独立”的呼声增长。“第二次独立”的口号由曾在卢蒙巴政府担任要职的刚果毛革命家皮埃尔·穆里勒提出。政治不稳有利于不满广泛传播，从而转变为彻底的反抗。

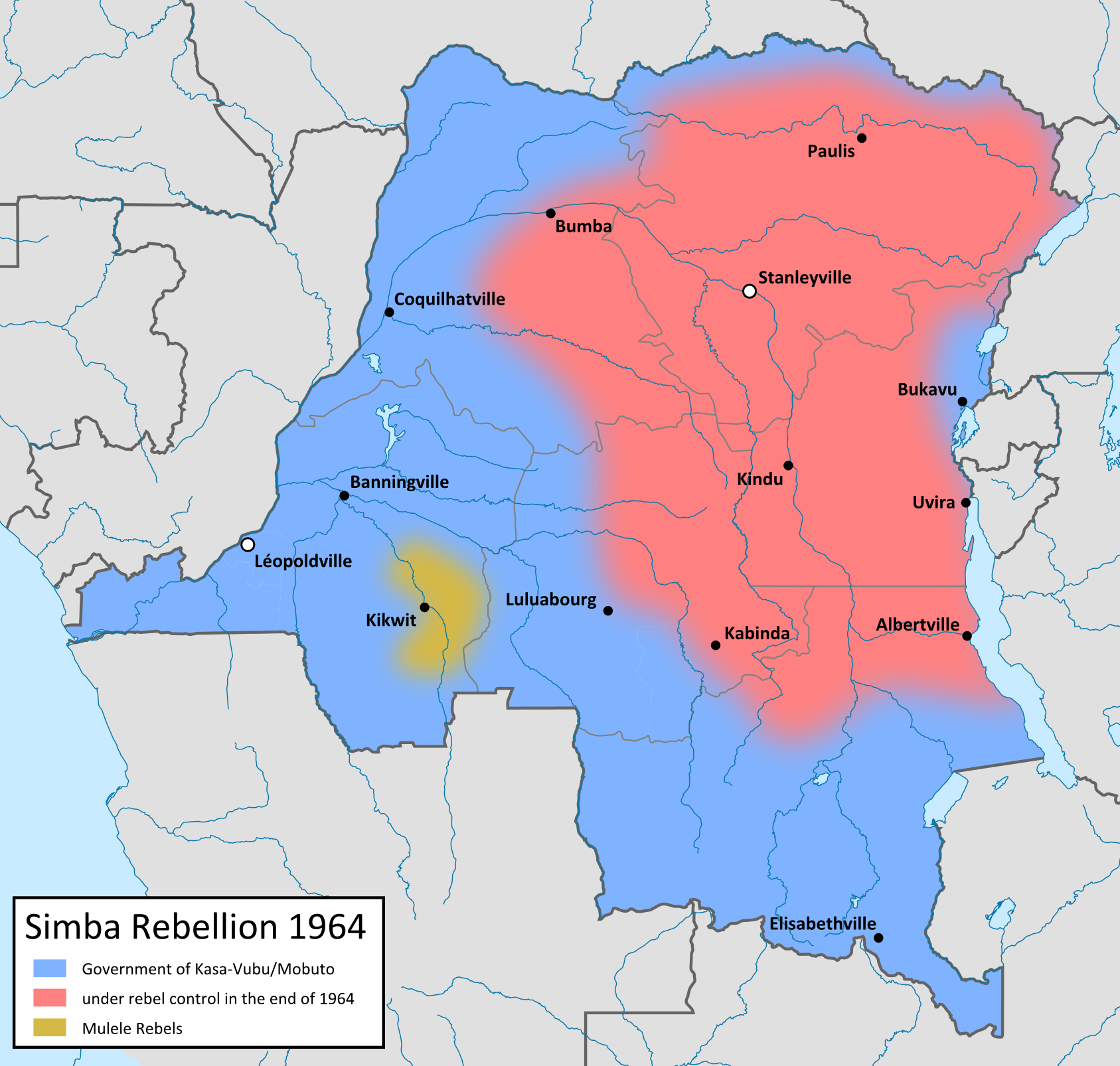
1964年辛巴（红）和奎卢（黄）叛军势力图。

穆里勒领导彭代族和安邦达族中的卢蒙巴派开始破坏刚果乡村地区。到1963年底，刚果中东部和东部地区出现动乱。1964年1月16日，奎卢省伊迪奥法和刚古爆发叛乱。后续的破坏和起义蔓延至东部的基伏省，后传到阿尔伯特维尔，激起刚果其他地方进一步叛乱和范围更广的辛巴叛乱爆发。叛军开始扩张领地，迅速往北推进，于7月到8月间占据昂潘港、斯坦利维尔、帕乌流斯和利萨拉。
叛军自称“辛巴斯”（斯瓦西里语中“狮子”的意思），他们的民粹主义意识形态较模糊，对优先事项的平等化稍微以共产主义为基础，旨在增加总体财富。大多数积极的革命家是年轻人，他们希望叛乱能带来政府没有给的机遇。辛巴斯用魔法激发成员，相信遵循道德准则，他们可能对子弹无敌。对于广泛使用巫术自保，削弱对手国民军士气的叛军，魔术非常重要。叛乱分子进攻时，会在已占据的领地上多次实施屠杀，消弭政治反对派并恫吓居民。叛军开始作乱时，联合国刚果行动正撤军，仅留下5500人，被部署在该国东部的大多数因冲突搁浅。西方传教士纷纷撤回各自的大使馆，转而要求联合国协助。随后，维和小队被派往奎卢地区救走逃离的传教士。救援行动于3月和4月继续进行，成功救出100多名传教士。

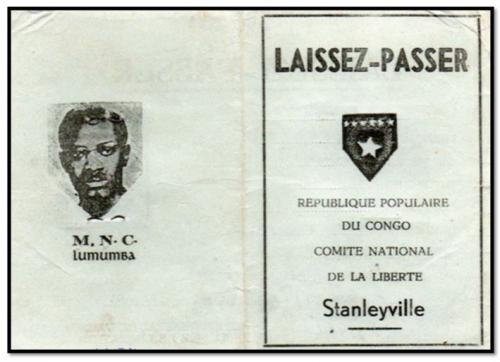
刚果人民共和国的正式通行证。

叛军建立刚果人民共和国（République populaire du Congo），定都斯坦利维尔，克里斯托弗·本因任总统。新国家得到苏联和中共武器支持，也有非洲多国的支持，其中值得注意的有坦桑尼亚。古巴派出由切·格瓦拉领导100多人的顾问团，给辛巴斯提供战术和教条支持。辛巴叛乱恰逢北部湾事件导致冷战大范围升温。据推测，如果叛乱未被迅速击退，那么美国可能会全面军事干预越南。

### 抑制与比利时和美国的介入
1964年8月起，叛军开始把领地输给国民军。阿尔伯特维尔和利萨拉在8月末到9月初收复。受蒙博托支持的冲伯回忆，加丹加分裂时的许多雇佣军都反对辛巴。由“疯子麦克”·霍尔领导的雇佣军大多数来自非洲中部和南部的白人，他们组成了一支名为刚果国民军第五突击队的军队。第五突击队是国民军的先头部队，但因在重新夺回的叛军地区中杀人、虐待人、抢劫和大规模枪击案而广为人知。在一次新闻采访中，霍尔称他的手下是“吓坏人的暴徒”。雇佣军实质上也得到中情局的支持。
[[File:Dragonrouge1.jpg|thumb|出现在{{le|出现在斯坦利维尔机场的比利时伞兵，摄于行动后不久。]]

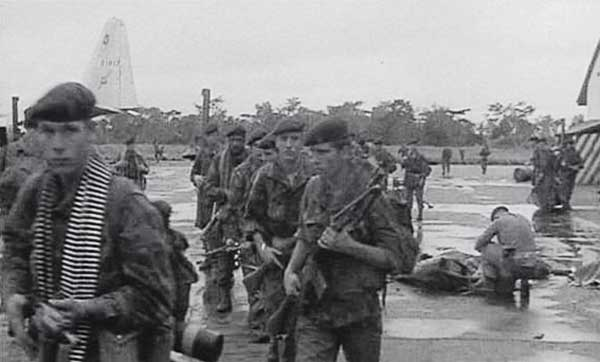
出现在le|出现在邦贡卡国际机场的比利时伞兵，摄于行动后不久。

1964年11月，辛巴斯集中了斯坦利维尔及其周边地区剩下的白人。白人在城内的维多利亚酒店（Victoria Hotel）被扣为人质，成为和国民军讨价还价的工具。为了救出人质，比利时伞兵搭乘美国飞机飞往刚果进行干预。11月24日，作为红龙行动的一部分，比利时伞兵降落在斯坦利维尔，迅速救出人质。约有70名人质和1000名刚果平民遇难，但绝大多数人撤离。比利时军队只遵令解救人质，没将辛巴斯赶出城市，但这次袭击仍然“彻底破除了东部起义的支持”。伞兵和平民之后回到比利时。干预过后，比利时被公开指责实行新殖民主义。
干预过后，冲伯失去卡萨武布和蒙博托的支持，于1965年10月被解任总理。红龙行动后不久，国民军和雇佣兵部队夺取了斯坦利维尔，辛巴叛乱结束。辛巴残兵继续在刚果中部负隅顽抗，其中尤为显著的是洛朗-德西雷·卡比拉在南基伍省领导的持续到1980年代的毛派跨边境叛乱。

## 蒙博托二度政变
在按计划进行的1965年3月大选中，冲伯的刚果国民大会赢得多数席位，但他的许多党员叛变，转而组建新的刚果民主前线党（Front Démocratique Congolais），故此总体结果并不明确，因而国民大会控制众议院，民主前线控制参议院。卡萨武布想利用这种形势阻止冲伯，于1965年11月任命民主前线的反冲伯领导人埃瓦里斯·金巴为副总统，但占大多数的亲冲伯议员拒绝批准任命。卡萨武布没有另觅妥协的候选人，再次单方面声明是总理，再次被拒绝，造成政治僵局。随着政府几近瘫痪，1965年11月25日，蒙博托发动不流血政变夺权，表面上停止政治僵局。
在特例（régime d'exception，相当于紧急状态）的支持下，蒙博托稳拿影响广泛且几乎是绝对的权力长达五年，之后他宣布民主将得到恢复。蒙博托政变承诺经济和政治稳定，得到美国及其他西方国家政府支持。最初，他的统治受到广泛推崇。他逐渐取得其他权力，于1966年废除总理职务，并在1967年解散议会。

## 结果与遗产
一旦建立了政治权力的唯一来源，蒙博托便逐渐巩固对刚果的控制。省份数量减少，自治权被削减，成为高度集权国家。蒙博托不断把的支持者置于剩下的重要职位上。1967年，为彰显他的合法性，他创立在他的新宪法下唯一一个合法的政治党派革命人民运动，该党持续存在到1990年。1971年，国家更名为扎伊尔，努力消除所有殖民影响。他还将国家剩余的外国资产收归国有，包括成为采矿总会的上加丹加矿业集团。尽管起初获得成功，但蒙博托的统治到了废除时，被许多人认为任人唯亲、腐败、经济管理不善。
刚果危机结束后的几年中，蒙博托担心可能威胁到他的统治，清除了许多危机时的反对派人士。冲伯被控叛国罪，1965年第二次流亡。1966年到1967年期间，斯坦利维尔两次爆发叛乱，牵涉高达800名加丹加宪兵和冲伯的前雇佣兵。叛乱最终被镇压。1967年，缺席审判的冲伯被判处死刑，同年在一起劫机事件中遭绑架，在阿尔及利亚被捕。他在1969年逝世，死因据称是自然死亡，引起蒙博托政府可能牵涉其中的猜测。大赦承诺的诱惑使穆里勒从流放中回到刚果，但遭受酷刑后遇害。

### 政治遗产
危机并未解决联邦制、政治中的种族特点和国家集权化问题，部分原因是刚果人民对国家观念的支持率不降。蒙博托极力支持集权，他的其中一个首要行动，是在1965年统一各省，废除大多数省份立法独立权力。随后对中央政府丧失信仰，被视为国家失败的原因之一，这促进了各派系提倡的种族主义和地方联邦主义暴力行为。刚果东部边境不稳定，遗留下了当地1980年代继续发生暴力的遗产。
危机期间曾率领反蒙博托暴动的洛朗－德西列·卡比拉于1997年继任了退任的蒙博托。他的儿子约瑟夫·卡比拉是重建的刚果民主共和国的现任总统。蒙博托垮台后，安东尼·吉赞加成立政党卢蒙巴统一党，并在2006年大选中当选总理。

### 历史争议
对刚果危机，特别是西方国家干预作用的介绍一直饱受争议，学术界指责各国政府扭曲历史。在比利时，对比利时串谋杀害卢蒙巴的指控掀起一场国家支持的调查，尽管未直接参与暗杀，官方随后还是于2001年就“道德责任”道歉。美国外交部门的官方历史套书《外交文件》被学术界指责有意使美国在危机中的牵涉程度看来较轻。

## 国际影响
刚果危机的动荡使非洲中部动荡不堪，帮助点燃葡萄牙殖民地战争，特别是邻国安哥拉的独立战争。安哥拉民族主义者和刚果有着长期紧密的联系，许多刚果人以流亡者身份居于安哥拉。安哥拉的民族主义组织安哥拉人民联盟获得安哥拉·巴科戈（Angolan Bakongo）以及希望重建刚果王国，改变殖民时期所立边界的阿巴科联盟支持。人民联盟认为刚果独立是该进程的首个阶段，于1961年发动拜沙迪卡桑热起义，点燃了持续到1974年的安哥拉冲突。刚果政府乃至后来的扎伊尔政府向安哥拉叛军提供支援，还一度直接参与随后的安哥拉内战。
内战促使新近独立的非洲国家重新考虑他们的同盟和外交关系，尤其导致非洲国家分成两派。倾向于温和的国家加入被认为是非洲法语国家的团体程度及对法关系维持的布拉柴尔德集团。激进国家则加入卡萨布兰卡集团，呼吁泛非洲同盟。危机中混乱的暴力行为，以及该国白人的命运，许多人成为难民进入北南罗德西亚，促使白人普遍相信黑人民族主义政治家还没有做好治理准备，引起罗德西亚的即时多数统治可能会步入相似境地的担忧。和英国谈判屡次破裂后，南罗德西亚以白人为主的政府于1965年单方面宣布独立。
加丹加的分裂在非洲被证明有政治影响力。1965年到1979年乍得内战间，炸弹民族解放前线明确反对分裂，要求根据加丹加分裂国家的净价，解散南方人支持的弗朗索瓦·托姆巴巴耶政府，正式宣布“乍得没有加丹加”。在1967年到1970年的尼日利亚内战中，比亚法拉的伊博族脱离尼日利亚，他们指控尼日利亚照顾北方族裔的特权利益，歧视伊博族。比亚法拉和加丹加的分裂在学术作品中经常拿来作比较。和加丹加不同，比亚法拉在国际上获得有限认可，拒绝了当地西方跨国石油公司的支持。比亚法拉于1970年被破灭，重新加入尼日利亚。

### 延伸阅读
- De Witte, Ludo.  Trans. London: Verso. 2002. ISBN 1-85984-410-3.
- Gérard-Libois, Jules. . Trans. Young, Rebecca. Madison: University of Wisconsin Press. 1966. OCLC 477435.
- Hughes, Matthew. . The International History Review. September 2003, 25 (3): 592–615. JSTOR 40109400. doi:10.1080/07075332.2003.9641007.
- Kaplan, Lawrence S. . The Review of Politics. April 1967, 29 (2): 239–56. JSTOR 1405667. doi:10.1017/s0034670500023949.
- Namikas, Lise. . Washington, D.C.: Woodrow Wilson Center Press. 2013. ISBN 978-0-8047-8486-3.
- Weiss, Herbert. . African Studies Review. April 2012, 55 (1): 109–15. JSTOR 41804131. doi:10.1017/s0034670500023949.